# 但馬牛

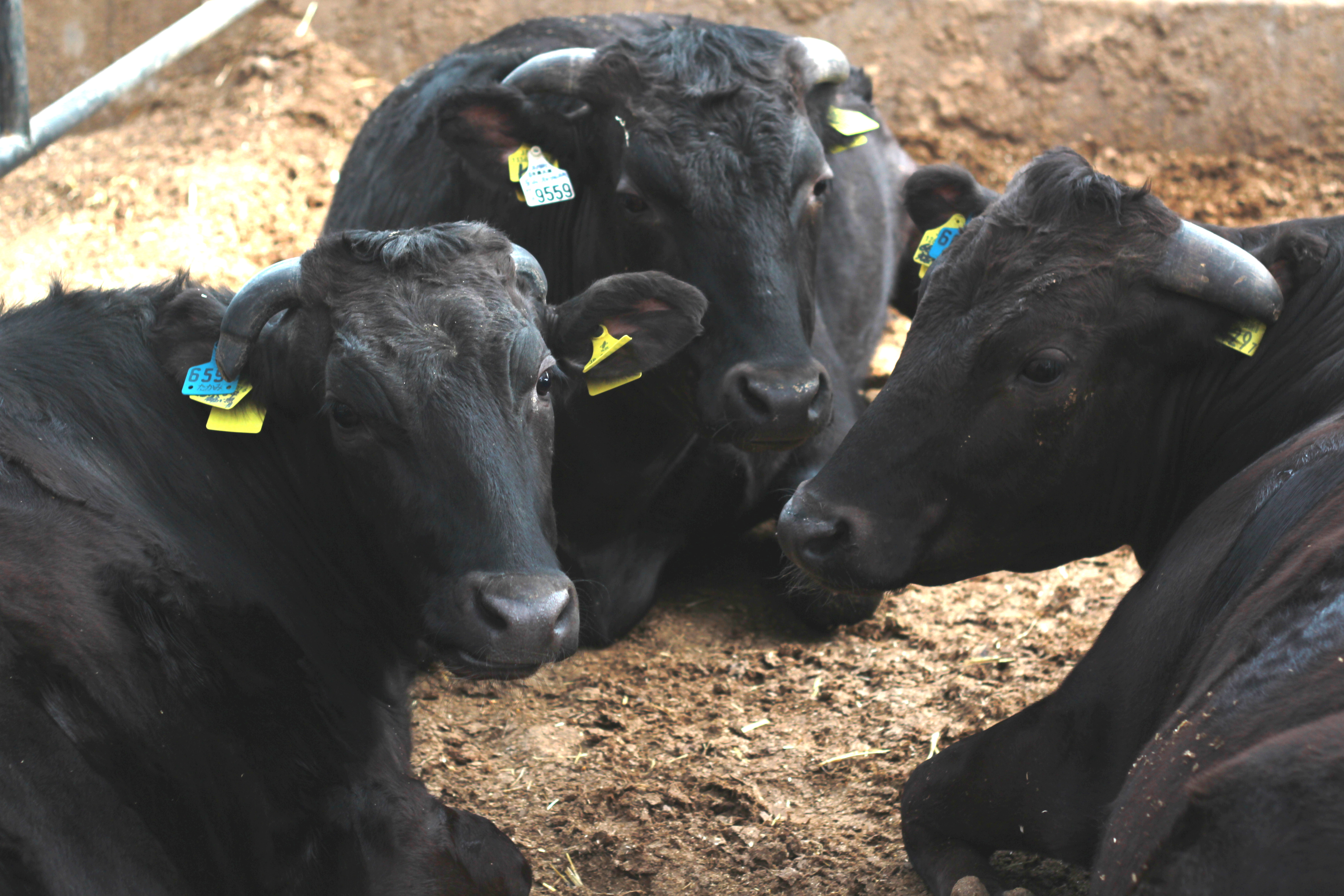
但馬牛

但馬牛（たじまうし）是兵庫縣內生產的黑毛和種的和牛。符合神戶肉流通推進協議會等級基準的牛肉，稱作但馬牛（たじまぎゅう）。

## 定義
滿足以下全部條件者稱作「兵庫縣産」（但馬牛）。
- 血統：以兵庫縣的縣有種雄牛歷代交配。
- 地理：出生地在兵庫縣内。
- 育成：繁殖至出貨由「神戶肉流通推進協議會」的登錄會員（生産者）肥育。
- 月齡：生後28個月以上至60個月以下。
- 流通：出貨至兵庫縣内的食肉中心。

## 脚注
1. ↑  但馬牛（但馬ビーフ） （页面存档备份，存于）（財団法人日本食肉消費総合センター「銘柄牛肉検索システム （页面存档备份，存于）」）

## 關連項目
- 淡路牛
- 神戶牛
- 松阪牛
- 三田牛
- 源興牛
- 飛驒牛（日语：飛騨牛）

## 外部連結
- 神戸ビーフ・神戸肉流通推進協議会（页面存档备份，存于）